# Marquesado de Priego
El marquesado de Priego es el título nobiliario hereditario del Reino de España que Fernando el Católico concedió el 9 de diciembre de 1501 a Pedro Fernández de Córdoba y Pacheco, VII señor de Aguilar en Córdoba, de la casa homónima. Es uno de los títulos nobiliarios más importantes de España, y se le concedió la grandeza de primera clase en 1520, por el Emperador Carlos V.
Su nombre se refiere al municipio andaluz de Priego de Córdoba, en la provincia de Córdoba. 
A la misma casa nobiliaria pertenece el marquesado de Montalbán, ambos hoy en la casa de Medinaceli.

## Marqueses de Priego
|                                           | Titular                                                         | Periodo                                   |
| Creación por Fernando el Católico en 1501 | Creación por Fernando el Católico en 1501                       | Creación por Fernando el Católico en 1501 |
| ----------------------------------------- | --------------------------------------------------------------- | ----------------------------------------- |
| I                                         | Pedro Fernández de Córdoba y Pacheco                            | 1501-1517                                 |
| II                                        | Catalina Fernández de Córdoba y Enríquez                        | 1517-1569                                 |
| III                                       | Catalina Fernández de Córdoba y Ponce de León                   | 1569-1574                                 |
| IV                                        | Pedro Fernández de Córdoba y Figueroa                           | 1574-1606                                 |
| V                                         | Alonso Fernández de Córdoba y Enríquez de Ribera                | 1606-1645                                 |
| VI                                        | Luis Ignacio Fernández de Córdoba y Enríquez de Ribera          | 1645-1665                                 |
| VII                                       | Luis Fernández de Córdoba y Fernández de Córdoba                | 1665-1690                                 |
| VIII                                      | Manuel Fernández de Córdoba y de la Cerda                       | 1690-1700                                 |
| IX                                        | Nicolás Fernández de Córdoba y de la Cerda                      | 1700-1739                                 |
| X                                         | Luis Fernández de Córdoba y Spínola                             | 1739-1768                                 |
| XI                                        | Pedro de Alcántara Fernández de Córdoba y Moncada               | 1768-1789                                 |
| XII                                       | Luis Fernández de Córdoba y Gonzaga                             | 1789-1806                                 |
| XIII                                      | Luis Fernández de Córdoba y Benavides                           | 1806-1840                                 |
| XIV                                       | Luis Fernández de Córdoba y Ponce de León                       | 1847-1873                                 |
| XV                                        | Luis Fernández de Córdoba y Pérez de Barradas                   | 1875-1879                                 |
| XVI                                       | Luis Fernández de Córdoba y Salabert                            | 1881-1956                                 |
| XVII                                      | Victoria Eugenia Fernández de Córdoba y Fernández de Henestrosa | 1959-2013                                 |
| XVIII                                     | Victoria Elisabeth von Hohenlohe-Langenburg                     | 2018-actual titular                       |

## Historia de los marqueses de Priego
- Pedro Fernández de Córdoba y Pacheco (m. 24 de enero de 1517), I marqués de Priego,[1] alguacil mayor de Córdoba.

Casó con Elvira Enríquez. Le sucedió su hija:
- Catalina Fernández de Córdoba y Enríquez (m. 13 de julio de 1569), II marquesa de Priego.[1] Contrajo matrimonio el 15 de agosto de 1518 con Lorenzo Suárez de Figueroa, III conde de Feria.

Le sucedió su nieta, hija de Pedro Fernández de Córdoba y Figueroa y de Ana de la Cruz Ponce de León, hija de Rodrigo Ponce de León, I duque de Arcos:
- Catalina Fernández de Córdoba y Ponce de León (m. 28 de septiembre de 1574), III marquesa de Priego.[1]

Casó el 8 de enero de 1560 con su tío, Alfonso Fernández de Córdoba y Figueroa, también llamado Alonso de Aguilar, I marqués de Villafranca. Le sucedió su hijo:
- Pedro Fernández de Córdoba y Figueroa (m. 24 de agosto de 1606), IV marqués de Priego,[1] II marqués de Villafranca, IV señor y I Marquesado de Montalbán.[2]

Casó el 22 de julio de 1587 con Juana Enríquez de Ribera  (m. 7 de noviembre de 1635).  Le sucedió su hijo:
- Alonso Fernández de Córdoba y Enríquez de Ribera (m. 24 de julio de 1645), V marqués de Priego, V duque de Feria[1] y III marqués de Villafranca.

Casó con su prima hermana, Juana Enríquez de Ribera, hija de Fernando Enríquez de Ribera y de Ana Téllez-Girón. Le sucedió su hijo:
- Luis Ignacio Fernández de Córdoba-Figueroa y Enríquez de Ribera  (Montilla, 6 de septiembre de 1623-Montilla, 26 de agosto de 1665), VI marqués de Priego, VI duque de Feria[1] y IV marqués de Villafranca.[3]

Contrajo matrimonio con Mariana Fernández de Córdoba Cardona Aragón y Pimentel, hija de Antonio Francisco Fernández de Córdoba Folch de Cardona Anglesola Aragón y Requesens, IX conde de Cabra, y de Teresa Pimentel y Ponce de León. Le sucedió su hijo:
- Luis Mauricio Fernández de Córdoba y Figueroa  (Montilla, 22 de septiembre de 1650-Madrid, 27 de agosto de 1690), VII marqués de Priego, VII duque de Feria[1] y V marqués de Villafranca.[3]

Casó con Feliche María de la Cerda y Aragón, hija de Juan Francisco de la Cerda, VIII duque de Medinaceli, y de Catalina de Aragón y Sandoval, VIII duquesa de Segorbe y IX de Cardona. Le sucedió su hijo:
- Manuel Luis Fernández de Córdoba Figueroa (Zafra, 1679- 11 de junio de 1700), VIII marqués de Priego, VIII duque de Feria[1] y VI marqués de Villafranca.[3] Soltero y sin descendencia, le sucedió su hermano:[1]

- Nicolás Fernández de Córdoba y de la Cerda (Madrid, 24 de junio de 1682-Madrid, 19 de marzo de 1739), IX marqués de Priego,[1] IX duque de Feria, X duque de Medinaceli,[4] XI duque de Cardona, X duque de Segorbe, XI marqués de Denia, IX marqués de Comares, VIII duque de Alcalá de los Gazules, IX conde de Santa Gadea, XI marqués de Tarifa, VI marqués de Alcalá de la Alameda, XI conde de los Molares, XI marqués de Pallars, XIV conde de Ampurias, XVII conde de Prades, XV vizconde de Villamur, XV barón de Entenza, XVI conde de Buendía,  VII marqués de Montalbán, VII marqués de Villalba, VII marqués de Villafranca, señor de numerosos lugares,[5] caballero de la Orden del Toisón de Oro, mayordomo y caballerizo mayor de la reina.[4]

Casó en Madrid en 30 de septiembre de 1703 con su prima Jeronima María Spínola y de la Cerda (1687-1757), descendiente del VIII duque de Medinaceli, hija de Carlos Felipe Spínola, IV duque de Sesto, IV marqués de los Balbases, IV duque de Santa Severina, duque de Venafro, y de Isabel María de la Cerda y Aragón (1667-1708). Le sucedió su hijo:
- Luis Fernández de Córdoba y Spínola (Madrid, 20 de septiembre de 1704-Madrid, 14 de enero de 1768), X marqués de Priego,[1] X duque de Feria, XI duque de Medinaceli,[4] XII duque de Cardona, XI duque de Segorbe, XII duque de Cardona, XII marqués de Denia, X marqués de Comares, IX duque de Alcalá de los Gazules, X conde de Santa Gadea, IX marqués de Cogolludo, XII marqués de Tarifa, VII marqués de Alcalá de la Alameda, XII marqués de Pallars, VIII marqués de Villafranca, VIII marqués de Montalbán, VIII marqués de Villalba, XII conde de los Molares, XV conde de Ampurias, XVIII conde de Prades, XVII conde de Buendía, etc.,[6] teniente General de los Reales Ejércitos, caballero del Toisón de Oro en 1748 y caballerizo mayor en 1749

Casó en Madrid en primeras nupcias el 19 de noviembre de 1722 con María Teresa de Moncada y Benavides (1707-1756), VII duquesa de Camiña, VII marquesa de Aytona, XV condesa de Osona, XXIV vizcondesa de Cabrera, XXIX vizcondesa de Bas, XI (V título de Castilla) marquesa de Villarreal, XII (V título de Castilla) condesa de Valenza y Valadares, XI (V título de Castilla) condesa de Alcoutim, XIII baronesa de Callosa y VI señora de la Puebla de Castro, hija de Guillén Ramón de Moncada y Portocarrero, y de Ana de Benavides y Aragón, VI marqueses de Aytona.  Contrajo un segundo matrimonio el 27 de noviembre de 1763, en Madrid, con María Francisca Pignatelli de Aragón y Gonzaga, hija de Joaquín Pignatelli de Aragón, XVI conde de Fuentes, y de María Luisa Gonzaga y Caracciolo, II duquesa de Solferino. Le sucedió su hijo del primer matrimonio:
- Pedro de Alcántara Fernández de Córdoba de la Cerda y Moncada (Madrid, 10 de noviembre de 1730-24 de noviembre de 1789), XI marqués de Priego,[1] XI duque de Feria, XII duque de Medinaceli,[4] XIII duque de Cardona, XII duque de Segorbe, XIII marqués de Denia, XI marqués de Comares, X duque de Alcalá de los Gazules, XI conde de Santa Gadea, XIII marqués de Tarifa, VIII marqués de Alcalá de la Alamena, XIII marqués de Pallars, IX marqués de Villafranca, XIII conde de los Molares, XVI conde de Ampurias, XIX conde de Prades, XVIII conde de Buendía, X marqués de Cogolludo, IX marqués de Montalbán, IX marqués de Villalba, duque de Camiña, VIII marqués de Aytona, XIII marqués de Villarreal, etc.,[6] adelantado mayor y notario mayor de Andalucía, caballero del Toisón de Oro y mayordomo mayor.

Casó en primeras nupcias el 3 de abril de 1747, en Madrid, con María Francisca Gonzaga y Caracciolo (1731-1757), hija de Francisco Gonzaga Pico de la Mirandola, I duque de Solferino y de su segunda esposa Giulia Quitteria Carraciolo di San Buono. Casó en segundas nupcias el 12 de octubre de 1761 con María Petronila de Alcántara Pimentel y Cernesio, VIII marquesa de Malpica, VII marquesa de Mancera, IX marquesa de Povar, hija de Joaquín María Enríquez Pimentel Álvarez de Toledo, y de María Bernarda Cernesio y Guzmán, XII duques de Medina de Ríoseco. Le sucedió su hijo del primer matrimonio:
- Luis María Fernández de Córdoba y Gonzaga (Madrid, 17 de abril de 1749-Madrid, 12 de noviembre de 1806) XII marqués de Priego,[1] XII duque de Feria, XIII duque de Medinaceli,[4] XIV duque de Cardona, XIII duque de Segorbe,  XIV marqués de Denia, XII marqués de Comares, XI duque de Alcalá de los Gazules, IX duque de Camiña, IX marqués de Aytona, XII conde de Santa Gadea, XI marqués de Cogolludo, IV marqués de Tarifa, IX marqués de Alcalá de la Alamena, XIV marqués de Pallars, X marqués de Villafranca, X marqués de Montalbán, X marqués de Villalba, XIV marqués de Villarreal, XIV conde de los Molares, XVII conde de Ampurias, XX conde de Prades, XIX conde de Buendía, XIV conde de Valenza (título de Castilla) y Valadares, XIII conde de Alcoutim (título de Castilla), XVII conde de Osona, etc.[10] teniente general, caballero del Toisón de Oro, caballerizo mayor del rey y mayordomo mayor de la reina.[4]

Casó el 6 de febrero de 1764, en Madrid, con  su prima Joaquina María de Benavides y Pacheco, III duquesa de Santisteban del Puerto, hija de Antonio de Benavides y de la Cueva, y de María de la Portería Pacheco Téllez-Girón, II duques de Santisteban del Puerto. Le sucedió su hijo:
- Luis Joaquín Fernández de Córdoba y Benavides (Real Sitio de San Ildefonso, 12 de agosto de 1780-7 de julio de 1840), XIII marqués de Priego,[1] XIII duque de Feria, XIV duque de Medinaceli,[4] XV duque de Cardona, XIV duque de Segorbe, XV marqués de Denia, XIII marqués de Comares, XII duque de Alcalá de los Gazules, X duque de Camiña, X marqués de Aytona, XIII conde de Santa Gadea, XII marqués de Cogolludo, XV marqués de Tarifa, X marqués de Alcalá de la Alamena, XV marqués de Pallars, XI marqués de Villafranca, XI marqués de Montalbán, XI marqués de Villalba, XV conde de los Molares, XV marqués de Villarreal, XVIII conde de Ampurias, XIV conde de Alcoutim, XVIII conde de Osona, IV duque de Santisteban del Puerto, IX marqués de Solera, IX marqués de Malagón, IX conde de Villalonso, XII conde de Castellar (título que perdió por sentencia en 1800 a favor del II marqués de Moscoso), XIII marqués de las Navas, XVI conde de Cocentaina, XV conde de Medellín, etc.[11] gobernador de la Monarquía y prócer del reino.[4]

Casó en el 25 de mayo de 1802, en Madrid, con María de la Concepción Ponce de León y Carvajal (m. 1856), hija de Antonio María Ponce de León y Dávila Carrillo de Albornoz, III duque de Montemar y de María Luisa de Carvajal y Gonzaga. Le sucedió su hijo:
- Luis Tomás Fernández de Córdoba y Ponce de León (Gaucín, 18 de septiembre de 1813-París, 6 de enero de 1873), XIV marqués de Priego,[1]  XIV duque de Feria, XV duque de Medinaceli,[4] XVI duque de Cardona, XV duque de Segorbe, XVI marqués de Denia, XIV marqués de Comares, XIII duque de Alcalá de los Gazules,XI duque de Camiña, V duque de Santisteban del Puerto, XI marqués de Aytona, XIV conde de Santa Gadea, XIII marqués de Cogolludo, XVI marqués de Tarifa, XI marqués de Alcalá de la Alamena, XVI marqués de Pallars, XII marqués de Montalbán, XII marqués de Villafranca, XII marqués de Villalba, XVI marqués de Villarreal, X marqués de Solera, X marqués de Malagón, XIV marqués de las Navas, XVI conde de los Molares, XIX conde de Ampurias, XXII conde de Prades, XXI conde de Buendia, XVI conde de Valenza y Valadares, XV conde de Alcoutim, XIX conde de Osona, XVI conde de Medellín, X conde de Villalonso, XVI conde de Castellar (recuperó el título en 1852), XVI conde del Risco, XVII conde de Cocentaina, XX vizconde de Villamur, vizconde de Cabrera, vizconde de Bas, adelantado mayor y notario de mayor de Andalucía, etc.[13] senador y caballero del Toisón de Oro.[4]

Casó el 2 de agosto de 1848 con Ángela Apolonia Pérez de Barradas y Bernuy (m. 1903), hija de Fernando Pérez de Barradas Arias de Saavedra y de María del Rosario Bernuy y Aguayo, IX marqueses de Peñaflor. Después de enviudar, la condesa casó en segundas nupcias con Luis Sebastián de León y Cataumber. Fue agraciada con los títulos de I duquesa de Denia y Tarifa, por el rey Alfonso XII el 28 de junio de 1882.  Le sucedió su hijo:
- Luis María Fernández de Córdoba y Pérez de Barradas (Madrid, 20 de marzo de 1851-Navas del Marqués, 14 de mayo de 1879), XV marqués de Priego,[1] XVI duque de Feria, XVI duque de Medinaceli,[14] XVII duque de Cardona, XVI duque de Segorbe, XVII marqués de Denia, XV marqués de Comares, XIV duque de Alcalá de los Gazules, XII duque de Camiña, VI duque de Santisteban el Puerto, XII marqués de Aytona, XV conde de Santa Gadea, XIV marqués de Cogolludo, XVII marqués de Tarifa, XII marqués de Alcalá de la Alameda, XVII marqués de Pallars, XIII marqués de Montalbán, XVII marqués de Villarreal, XI marqués de Solera, XI marqués de Malagón, XV marqués de las Navas, XVII conde de los Molares, XX conde de Ampurias, XXIII conde de Prades, XXII conde de Buendia, conde de Valenza y Valadares, XXIII conde de Alcoutim, XX conde de Osona, XVII conde de Medellín, XI conde de Villalonso, XVII conde de Castellar, XVII conde del Risco, XVIII conde de Cocentaina, vizconde de Villamur, de Cabrera, de Bas, etc.[13]

Casó en primeras nupcias el 2 de octubre de 1875 con María Luisa Fitz James Stuart y Portocarrero (m. 1876), IX duquesa de Montoro, hija de los XV duques de Alba, sin sucesión. Contrajo un segundo matrimonio el 23 de noviembre de 1878 con Casilda Remigia de Salabert y Arteaga (m. 1936), VI condesa de Ofalia, XI duquesa de Ciudad Real, IX marquesa de Torrecilla,  X marquesa de Navahermoso, XII condesa de Aramayona, VIII vizcondesa de Linares, hija de Narciso de Salabert y Pinedo, y de María Josefa de Arteaga y Silva, VII marqueses de Torrecilla. Después de enviudar, la condesa contrajo un segundo matrimonio con Mariano Fernández de Henestrosa y Mioño, I duque de Santo Mauro. Le sucedió su hijo póstumo del segundo matrimonio:
- Luis Jesús Fernández de Córdoba y Salabert (Madrid, 16 de enero de 1880–13 de julio de 1956), XVI marqués de Priego,[14] XVII duque de Feria, XVII duque de Medinaceli,[14] XVIII duque de Cardona, XVII duque de Segorbe, XVIII marqués de Denia, XVI marqués de Comares, XV duque de Alcalá de los Gazules, duque de Camiña, VII duque de Santisteban del Puerto, XIII marqués de Aytona, XVI conde de Santa Gadea, XVIII marqués de Tarifa, XIII marqués de Alcalá de la Alameda, XIV marqués de Montalbán, XVIII marqués de Pallars, XII marqués de Solera, II marqués de Malagón, XVI marqués de las Navas, XXI conde de Ampurias, conde de Valenza y Valadares, XXIII conde de Buendia, XVIII conde de los Molares, XXIV conde de Prades, XXI conde de Osona, XII conde de Villalonso, XVIII conde de Castellar, XVIII conde del Risco, XI conde de Cocentaina, XV marqués de Cogolludo, XIV marqués de Villafranca, XIV marqués de Villalba, X marqués de Torrecilla, XI marqués de Navahermosa, XIII conde de Aramayona, VII conde de Ofalia, IIII duque de Denia, III duque de Tarifa, gentilhombre de cámara con ejercicio y servidumbre,[17] caballero del Toisón de Oro y senador.[14]

Casó el 5 de junio de 1911 con Ana María Fernández de Henestrosa y Gayoso de los Cobos (m. 1938), hija de Ignacio Fernández de Henestrosa y Ortiz de Mioño, VIII conde de Moriana del Río, y de Francisca de Borja Gayoso de los Cobos. Contrajo un segundo matrimonio el 22 de diciembre de 1939 con Concepción Rey de Pablo Blanco (m. 1971). Le sucedió su hija del primer matrimonio:
- Victoria Eugenia Fernández de Córdoba y Fernández de Henestrosa (Madrid, 1917-2013), XVII marquesa de Priego,[1] XVIII duquesa de Feria, XVIII duquesa de Medinaceli,[14] XVI marquesa de Cogolludo, XVI duquesa de Alcalá de los Gazules, XVIII duquesa de Segorbe, XIV duquesa de Camiña, VIII duquesa de Santiesteban del Puerto, IV duquesa de Denia, IV duquesa de Tarifa, XXIII duquesa de Ciudad Real, XIV marquesa de Aytona, XI marquesa de Torrecilla, XVII condesa de Santa Gadea, XIX marquesa de Denia, XVII marquesa de Comares, XIX marquesa de Tarifa, XIV marquesa de Alcalá de la Alameda, etc.[18]

Casó en Sevilla el 12 de octubre de 1938 con Rafael de Medina y Vilallonga, hijo de Luis de Medina Garvey y de Amelia Vilallonga Ybarra, nieto de los III marqueses de Esquivel. Le sucedió su bisnieta, hija de Marco de Hohenlohe-Langenburg y Medina  —hijo de Ana Medina y Fernández de Córdoba, IX condesa de Ofalia y XIII marquesa de Navahermosa, y de su primer esposo, el príncipe Maximiliano Hohenlohe-Langenburg e Yturbe—, y de su esposa, Sandra Schmidt-Polex:
- Victoria de Hohenlohe-Langenburg y Schmidt-Polex (n. Málaga, 9 de marzo de 1997), XVIII marquesa de Priego, XX duquesa de Medinaceli,[19] X condesa de Ofalia, V condesa de San Martín de Hoyos, XV marquesa de Cilleruelo, X marquesa de San Miguel das Penas y la Mota, XVII duquesa de Alcalá de los Gazules, XV duquesa de Camiña, V duquesa de Denia, V duquesa de Tarifa, XV marquesa de Aytona, XVIII marquesa de Camarasa, XII marquesa de Torrecilla, XVIII condesa de Santa Gadea, XV marquesa de Alcalá de la Alameda, XVIII marquesa de Comares, XX marquesa de Denia, XIV marquesa de Malagón, XVI marquesa de Montalbán, XVIII marquesa de las Navas, XX marquesa de Pallars, XII marquesa de Tarifa, XIX condesa de Alcoutin, XVI condesa de Amarante, XXII condesa de Castrojeriz, XXIII condesa de Osona, XXVI condesa de Prades, XX condesa del Risco, XV condesa de Aramayona, XXV condesa de Buendía, XXI condesa de Cocentaina, XX condesa de los Molares, XX condesa de Medellín, XX condesa de Moriana del Río, XIV condesa de Villalonso, XX condesa de Castellar, XX marquesa de Villa Real, XVI marquesa de Villafranca, XLVII vizcondesa de Bas, etc.[19]